# Brandon Aubrey
Brandon Aubrey (St. Louis, 14 marzo 1995) è un ex calciatore e giocatore di football americano statunitense che milita nel ruolo di kicker per i Dallas Cowboys della National Football League (NFL).

## Carriera nel football americano

### Birmingham Stallions
Dopo avere abbandonato la carriera nel calcio, Aubrey iniziò quella nel football con i Birmingham Stallions della USFL nel 2022. Con essi vinse due campionati consecutivi nel 2022 e 2023 e nel 2022 fu inserito nella formazione ideale della lega.

### Dallas Cowboys
Il contratto di Aubrey con gli Stallions terminò il 2 luglio 2023, permettendogli di firmare con i Dallas Cowboys della National Football League il 6 luglio. Nel suo debutto nella NFL segnò entrambi i field goal tentati, il più lungo dei quali da 38 yard, e 4 extra point su 5 nella vittoria per 40-0 sui New York Giants. Nella settimana 8 contro i Los Angeles Rams, Aubrey segnò 11 punti, incluso un field goal da 58 yard, venendo premiato come miglior giocatore degli special team della NFC della settimana, oltre che il giorno dopo come giocatore degli special team del mese di ottobre, in cui non sbagliò un solo field goal. Nel quattordicesimo turno divenne il primo giocatore della storia a segnare da 59 e da 60 yard nella stessa partita, nella vittoria sui Philadelphia Eagles, venendo premiato come giocatore degli special team della NFC della settimana. A fine stagione fu convocato per il suo primo Pro Bowl e inserito nel First-team All-Pro. Nell'ultimo turno superó il record di franchigia per punti segnati in una stagione, stabilito da Emmitt Smith nel 1995, con 167, leader della NFL nel 2023. Inoltre guidò la lega con 36 field goal segnati. Fu premiato come giocatore degli special team della NFC del mese di dicembre/gennaio, periodo in cui segnò 58 punti realizzando 16 su 16 extra point e 14 su 16 field goal, di cui tutti i cinque calciati da oltre le 50 yard.
Il 17 agosto 2024 Aubrey, nella seconda gara di pre-stagione contro Las Vegas Raiders, segnó un field goal da 66 yard, distanza che, se si fosse svolta in una gara ufficiale, avrebbe pareggiato il record NFL di Justin Tucker. Nel primo turno segnò nuovamente da 66 yard ma la marcatura fu annullata per una penalità. Due settimane dopo, in una gara contro i Ravens, Aubrey segnò il secondo field goal più lungo della storia della NFL, da 65 yard, in quella che apparve come la gara in cui avvenne il cambio di testimone per il titolo di miglior kicker della NFL da Tucker, che aveva dominato negli ultimi anni, a Aubrey. Alla fine di settembre fu premiato come giocatore degli special team della NFC del mese, in cui segnò 12 field goal su 13. Nel sedicesimo turno disputò la seconda gara in carriera con due field goal segnati da almeno 58 yard (quarta volta nella storia della NFL) nella vittoria sui Tampa Bay Buccaneers, venendo premiato come giocatore degli special team della NFC della settimana. A fine stagione fu convocato per il suo secondo Pro Bowl e inserito nel Second-team All-Pro dopo essersi classificato secondo nella NFL con 150 punti segnati.

## Palmarès

### Franchigia
- Campione USFL: 2

Birmingham Stallions: 2022, 2023

### Individuale
- Convocazioni al Pro Bowl: 2

2023, 2024
- First-team All-Pro: 1

2023
- Second-team All-Pro: 1

2024
- Formazione ideale della USFL: 1

2022
- Giocatore degli special team della NFC del mese: 3

ottobre 2023, dicembre 2023/gennaio 2024, settembre 2024
- Giocatore degli special team della NFC della settimana: 3

8ª e 14ª del 2023, 16ª del 2024